# Gmina Jesenice
Jesenice – gmina w północnej Słowenii (tuż przy granicy z Austrią). W 2010 roku liczyła 21 620 mieszkańców. Jej powierzchnia wynosi 75,8 km².

## Miejscowości
Miejscowości wchodzące w skład gminy Jesenice:

- Blejska Dobrava
- Hrušica
- Javorniški Rovt
- Jesenice – siedziba gminy
- Kočna
- Koroška Bela
- Lipce
- Planina pod Golico
- Plavški Rovt
- Podkočna
- Potoki
- Prihodi
- Slovenski Javornik